# Populationsdichte
Die Populationsdichte oder Bestandsdichte beschreibt in der Ökologie die Größe einer Population in Bezug auf den betrachteten Raum oder die betrachtete Fläche.
Die Populationsdichte wird von vielen Faktoren beeinflusst, siehe Populationsdynamik.

## Messung
Es gibt unterschiedliche Ansätze, die Populationsdichte zu messen.
Liegt eine räumliche Verteilung vor, kann die Populationsdichte in der Regel auf eine Volumeneinheit bezogen werden (Individuen pro Liter, pro Kubikmeter etc.). Gemessen wird dabei über stichprobenhafte Absammlungen, die bei gleich bleibender Anzahl der Proben auf den gesamten Raum quantifiziert werden können. Beispiele dafür sind die Populationsdichten von Bakterien in einem Tank, die Dichte von Planktonorganismen oder Fischen in einem See sowie die Dichte von Bodenorganismen. 
Soweit keine vertikale Verteilung vorliegt, kann die Populationsdichte auf die Fläche bezogen werden (Individuen pro Quadratmeter, pro Hektar etc.). Beispiele dafür sind die Anzahl der Bäume auf einer Waldfläche oder die durchschnittliche Dichte einer Säugetier-Herde. Dabei werden Organismen einer bestimmten Fläche gewogen sowie gezählt und die Ergebnisse quantifiziert.
Bei der Rückfangmethode können über Markierungen Bestände beweglicher Tiere ermittelt werden. Dabei werden ausgewählte Individuen markiert und ihr prozentualer Ansatz wird in späteren Populationen als beispielhaft für die Gesamtpopulation angenommen. Wenn sich die Dichte schnell verändert, funktionieren Markierungsmethoden nicht gut.
Gesamtzählungen aller Populationen einer Art sind bei auffälligen oder großen Organismen sowie bei Organismen, die in überschaubaren Kolonien leben, möglich.